# Rhodotorula aurantiaca
Rhodotorula aurantiaca är en svampart som först beskrevs av Saito, och fick sitt nu gällande namn av Lodder 1934. Rhodotorula aurantiaca ingår i släktet Rhodotorula, ordningen Sporidiobolales, klassen Microbotryomycetes, divisionen basidiesvampar och riket svampar.   Inga underarter finns listade i Catalogue of Life.